# Serge Rousseau
Pour les articles homonymes, voir Rousseau.
Serge Rousseau est un acteur et un agent de cinéma français, né le 13 mars 1930 à Aube (Orne) et mort le 2 novembre 2007 à Saint-Cloud.
Il était marié à l'actrice Marie Dubois.

## Biographie
Serge Rousseau, de son nom complet Serge Jean Léon Rousseau, a vécu près de L'Aigle (Orne) jusqu'à l'âge de dix ans chez ses parents, ouvriers d'usine, et chez ses grands-parents qui exploitaient une petite ferme à quelques kilomètres. Une enfance plus qu’heureuse…
Il arrive à Paris fin 1940. Au lycée Condorcet, son professeur de français lui conseille d'entrer dans la troupe théâtrale du lycée, Les Mascarilles, dirigée par Jean Catel. Il y rencontre François Billetdoux, René Havard et Hubert Degex, futur pianiste des Frères Jacques. Très vite, il se prend de passion pour le monde du spectacle et devient un spectateur assidu des salles de théâtre, aussi bien que de cinéma ou de music-hall. Il rate son bac et travaille aux Galeries Lafayette pour gagner sa vie tout en prenant des cours à l'ABC puis au cours Simon, avec Claude Mathieu pour professeur.
Serge Rousseau intègre la compagnie Le Théâtre du petit Jacques dirigée par Antonin Baryel et, dans Les Aventures de Bidibi et Banban il tient le rôle de Bidibi. Il monte aussi un tour de chant, en solo d'abord, et passe dans les cabarets de Pigalle et Montmartre ; puis, en duettiste avec Gérard Barray et ensuite Jacques Rouland, il écume les cabarets de la rive gauche.
En 1955, il remporte le prix Henry-Berstein, concours réservé aux jeunes comédiens et décerné par un jury prestigieux : André Roussin, Fernand Ledoux, Gabrielle Dorziat, Maurice Goudeket…
Peu après, Serge Rousseau reprend le rôle de Claude Rich dans Espoir, d'Henry Bernstein et commence à vivre correctement de son métier. Il tourne pour le cinéma et la télévision avec, entre autres, Jean Delannoy, François Truffaut, Marcel Bluwal, Stellio Lorenzi, Jean Prat et Claude Loursais dans Les Cinq Dernières Minutes.
Au théâtre, il interprète Les Parents terribles de Jean Cocteau, Farfada, de Jean-Pierre Aumont, Jeanne d'Arc, de Bernard Shaw, Histoire de rire, d'Armand Salacrou, Bleu, blanc, rouge ou les Libertins, de Roger Planchon, et de nombreuses autres pièces.
En 1960, Serge Rousseau incite son ami Gérard Lebovici à devenir agent artistique.
Serge Rousseau a été particulièrement remarqué grâce au film Les Mauvais Coups de François Leterrier, aux côtés de Simone Signoret et d'Alexandra Stewart, et par ses deux rôles secondaires dans l'univers de François Truffaut : le mari assassiné de Jeanne Moreau dans La mariée était en noir, et l'inconnu qui suit Claude Jade et lui déclare son amour à la fin de Baisers volés.
Il se marie avec Marie Dubois en 1961 et, deux ans plus tard, naît leur fille, Dominique. En 1968, il abandonne le métier de comédien pour devenir agent avec ses amis Gérard Lebovici et Michèle Méritz. Ils fondent l'agence Artmédia où il se spécialise dans la recherche de jeunes acteurs encore inconnus et rassemble autour de lui, entre autres, Isabelle Adjani, Fanny Ardant, Coluche, Miou-Miou, Gérard Depardieu, Patrick Dewaere, Nathalie Baye, Sandrine Bonnaire, Jacques Villeret, André Dussollier, Francis Huster, Patrick Chesnais, Julie Jezequel, Niels Arestrup, Jacques Weber, Jean-François Balmer, Étienne Chicot, François Marthouret, l'acteur québécois Marcel Sabourin (vu dans le film J.A. Martin photographe).
En 1992, Serge Rousseau quitte Artmédia et rentre chez Cinéart où il termine sa vie professionnelle.
Serge Rousseau est mort en novembre 2007 des suites d'un cancer.

## Filmographie

### Cinéma
- 1959 : Maigret et l'Affaire Saint-Fiacre de Jean Delannoy - Émile Gauthier, l'employé de banque
- 1960 : Le bonheur est pour demain de Henri Fabiani
- 1961 : Les Mauvais Coups de François Leterrier - Duval
- 1962 : Portrait robot de Paul Paviot
- 1962 : Jeanne et Jacques d'Alain Cuniot - court métrage -
- 1963 : La Foire aux cancres de Louis Daquin - L'aspirant
- 1964 : Compartiment tueurs de Constantin Costa-Gavras - Le contrôleur du train
- 1964 : Mata Hari, agent H 21 de Jean-Louis Richard
- 1964 : Thomas l'imposteur de Georges Franju
- 1965 : Paris brûle-t-il ? de René Clément - Le colonel Fabien
- 1967 : La mariée était en noir de François Truffaut - David
- 1968 : Baisers volés de François Truffaut - L'inconnu
- 1968 : Nous n'irons plus au bois de Georges Dumoulin - Albert
- 1970 : Domicile conjugal de François Truffaut
- 1972 : Les Zozos de Pascal Thomas - Le professeur
- 1977 : La Chambre verte de François Truffaut - Paul Masigny
- 1992 : Patrick Dewaere documentaire de Marc Esposito, Serge Rousseau y apparaît comme témoin
- 1995 : La Cérémonie de Claude Chabrol
- 1997 : Le Réceptionniste de Ivan Calbérac - court métrage -

### Télévision
- 1961 : Épreuves à l'appui (Les Cinq Dernières Minutes no 21) de Claude Loursais
- 1963 : Thierry la Fronde - épisode 8 : Thierry et le fantôme
- 1978 : Le Rabat-joie de Jean Larriaga

## Théâtre
- 1957 : Farfada de Jean-Pierre Aumont, Comédie Wagram
- 1960 : Histoire de rire d'Armand Salacrou, mise en scène Jean Meyer, Théâtre de la Madeleine
- 1960 : La Bonne Âme du Se-Tchouan de Bertolt Brecht, mise en scène André Steiger, Théâtre Récamier
- 1961 : Football de Pol Quentin et Georges Bellak, mise en scène Michel Fagadau, Théâtre de la Gaîté-Montparnasse
- 1961 : La Tragédie optimiste de Vsevolod Vichnevski, mise en scène Gabriel Garran, Festival d'Art dramatique d'Aubervilliers
- 1962 : L'Étoile devient rouge de Sean O'Casey, mise en scène Gabriel Garran, Théâtre de la Commune, Théâtre Récamier
- 1963 : La Dame ne brûlera pas de Christopher Fry, mise en scène Pierre Franck, Théâtre de l'Œuvre
- 1964 : Sainte Jeanne de George Bernard Shaw, mise en scène Pierre Franck, Théâtre Montparnasse
- 1965 : Le Repos du septième jour de Paul Claudel, mise en scène Pierre Franck, Théâtre de l'Œuvre
- 1966 : Les Justes d'Albert Camus, mise en scène Pierre Franck, Théâtre des Célestins
- 1967 : Bleus, blancs, rouges ou les libertins de Roger Planchon, mise en scène de l'auteur, Théâtre de la Cité Villeurbanne, Festival d'Avignon